# Neville Whitehead
Neville Whitehead (* um 1946) ist ein neuseeländischer Jazzmusiker (Kontrabass, Bassgitarre) und Musikinstrumentenbauer.

## Wirken
Whitehead war zunächst in der australischen Jazzszene aktiv, wo er mit dem Gus Merzi Trio die australische Sängerin Maria Venuti begleitete und 1967 Aufnahmen mit dem Charles Munro Quartet machte.
Zwischen 1969 und 1983 lebte er in Großbritannien. Dort gehörte er zum Quartett von Elton Dean und kurzzeitig zu Soft Machine. Bei den Berliner Jazztagen 1971 begleitete er Don Sugarcane Harris, aber auch Jean-Luc Ponty und Michał Urbaniak. Mit Gary Boyle spielte er bei Caparius.
Whitehead war zwischen 1967 und 1976 an 20 Aufnahmen beteiligt, auch mit Robert Wyatt, Neil Ardley, Bob Downes und Keith Tippett. Anschließend war er als Musikinstrumentmacher tätig, der sich auf Kontrabässe spezialisierte; seit den 1980er Jahren hat er eine Werkstatt in Sydney, wo er weiterhin in der Jazzszene aktiv ist.